# Кафяв воден кос
Кафявият воден кос (Cinclus pallasii) е вид птица от семейство Cinclidae.

## Разпространение
Видът е разпространен в Афганистан, Бангладеш, Бутан, Китай, Индия, Япония, Казахстан, Северна Корея, Южна Корея, Киргизстан, Лаос, Мианмар, Непал, Пакистан, Русия, Таджикистан, Тайланд, Туркменистан, Узбекистан и Виетнам.